# Jennifer Taylor
Jennifer Bini Taylor, född 19 april 1972 i Hoboken, New Jersey, USA, är en amerikansk skådespelare. Hon är mest känd i rollen som Chelsea Christine Melini i komediserien 2 1/2 män.

## Filmografi
| År        | Titel            | Roll                     | Info               |
| --------- | ---------------- | ------------------------ | ------------------ |
| 1998      | Wild Things      | Barbara Baxter           |                    |
| 1998      | Maximum Bob      | Gail Tyrone              | TV, 1 avsnitt      |
| 1998      | Holy Man         | Hot Tub Girl             |                    |
| 1998      | The Waterboy     | Rita                     |                    |
| 2000      | Pacific Blue     | Patti Wolfson            | TV, 1 avsnitt      |
| 2000      | Diagnosis Murder | Charmaine Dufour         | TV, 1 avsnitt      |
| 2000      | The Disciples    | Kilmo                    |                    |
| 2000      | Arli$$           | Roberta Takega           | TV, 1 avsnitt      |
| 2000      | Yes, Dear        | Rebecca                  | TV, 1 avsnitt      |
| 2001      | Nathan's Choice  | Julia                    |                    |
| 2003      | 2 1/2 män        | Suzanne                  | TV, 1 avsnitt      |
| 2005      | Charmed          | Eve                      | TV, 1 avsnitt      |
| 2005      | Rumor Has It…    | Jocelyn Richelieu        |                    |
| 2006      | Las Vegas        | Judy McKee               | TV 1 avsnitt       |
| 2007      | 2 1/2 män        | Tina                     | TV, 1 avsnitt      |
| 2008      | Ghost Whisperer  | Jill Benjamin            | TV, 1 avsnitt      |
| 2008      | Unhitched        | Sasha                    | TV, 1 avsnitt      |
| 2008–2011 | 2 1/2 män        | Chelsea Christine Melini | TV (säsong 6–7, 9) |